# 조 켈리 (1988년)
조지프 윌리엄 켈리 주니어(Joseph William Kelly Jr, 1988년 6월 9일 ~ )는 미국의 프로 야구 선수로 메이저 리그 베이스볼의 로스앤젤레스 다저스를 위하여 투수를 맡고 있다. 그는 UC 리버사이드 하일랜더스를 위하여 대학 야구를 활약하였다. 그는 선발 투수와 구원 투수 둘 다로 지냈다. 세인트루이스 카디널스는 2009년 메이저 리그 베이스볼 드래프트의 3번째 라운드에 켈리를 초안하였다. 2019년 다저스에 입단하기 전에 그는 카디널스와 보스턴 레드삭스를 위하여 투구하였다. 신장 6 피트, 1 인치 (1.85m)와 190 파운드의 켈리는 우투우타였다.
켈리는 연습이 있는 동안 외야에서 뛰어 돌아다니고, 무의식의 래퍼 넬리를 인터뷰한 동안 변장하고 2013년 내셔널 리그 챔피언십 시리즈 경기가 있기 전에 다저스의 외야수 스콧 밴슬라이크와 긴 응시에 관여하는 것 같은 자신의 우스꽝스러운 레퍼터리들로 홍보를 받았다. 2020년 카를로스 코레아가 투구에 가까운 타격에 관한 불평을 켈리가 조롱한 것은 인기있는 온라인이 되었다.

## 어린 시절과 아마추어 경력
캘리포니아주 애너하임에서 태어난 켈리는 코로나에 있는 코로나 고등학교를 다녔다. 고등학교 후에 그는 캘리포니아 대학교 리버사이드에서 수학하여 하일랜더스 팀을 위하여 대학 야구를 하였다. 고등학교에서 외야수였던 그는 대학에서 투수로 전향하여 마무리 투수를 지냈다. 그는 신입생으로서 2007년 "올해의 빅 웨스트 컨퍼런스 투수"로 선정되었다. 2008년 자신의 2학년 시즌 후에 그는 케이프코드 야구 리그의 야머스-데니스 레드삭스를 위하여 대학 하계 야구를 활약하였다. 2009년 켈리는 1 승 1 패의 기록과 함께 5.65 평균자책점을 매겼다. 켈리는 24개의 경력 세이브와 함께 하일랜더스 기록을 세워 올아메리칸으로 임명되었다. 대학에서 그의 최종 경력 통계는 42개의 경력 경기에서 4.65 평균자책점과 8 승 11 패 기록을 포함하였다.

## 프로 경력
세인트루이스 카디널스는 2009년 메이저 리그 베이스볼 드래프트의 3번째 라운드에서 켈리를 초안하였고, 3십 4만 1천 달러를 위하여 6월 15일 그를 계약하였다.

### 마이너 리그 (2009년 ~ 2012년)
켈리의 첫 프로 팀은 클래스 A 쇼트 시즌 뉴욕 펜 리그의 바타비아 먹독스였으며 16개의 경기 (2개는 출발 경기)에 나와 30과 3분의 1 이닝에서 30개의 스트라이크아웃과 함께 4.75 평균자책점을 매겼다.
2010년 카디널스는 주로 켈리를 더 많은 이닝을 얻어 그의 보조 투구를 개발하는 데 클래스 A 쿼드 시티스 리버 밴디츠와 함께 그를 선발 투수로 이용하였다. 그는 역할에서 성공하였고 출발 투수로 남아있었다. 시즌을 위하여 켈리는 26개의 경기 (18개는 출발 경기)에 나와 4.62의 평균자책점과 6 승 8 패의 기록과 함께 92개의 스트라이크아웃과 45개의 볼넷을 등록한 동안 103과 3분의 1을 투구하였다.
2011년 켈리는 클래스 A 진출의 플로리다 스테이트 리그의 팜비치 카디널스, 그러고나서 텍사스 리그의 더블 A 스프링필드 카디널스를 위하여 투구하였다. 합쳐진 켈리는 23개의 경기 (22개는 출발 경기)에 나와 132개의 이닝을 투구하여 11 승 6 패의 기록과 3.68 평균자책점과 함께 113개의 스트라이크아웃과 59개의 볼넷을 기록하였다.
2012년 트리플 A 멤피스 레드버즈와 함께 그는 12개의 경기 (전부 출발 경기)에서 2.86 평규자책점을 매기고 메이저 리그 팀으로 소집을 얻었다.

### 세인트루이스 카디널스 (2012년 ~ 2014년)

#### 2012년

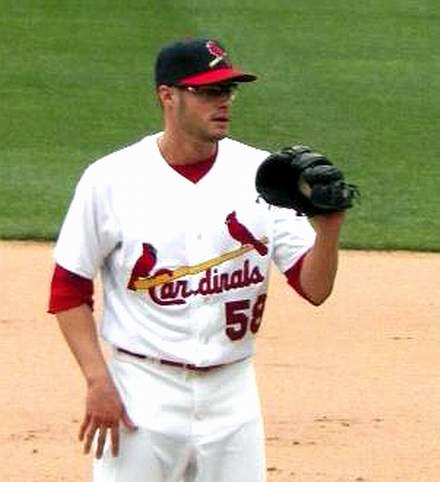
세인트루이스 카디널스 활약 시절 (2012년)

켈리는 6월 10일 자신의 메이저 리그 베이스볼 데뷔를 이루어 카디널스의 출발 교대에서 부상을 당한 하이메 가르시아를 대체하였다. 켈리는 클리블랜드 인디언스를 상대로 자신의 메이저 리그 데뷔에 7개의 이닝을 투구하여 4명의 타자들을 스트라이크아웃 시킨 동안 7개의 안타와 하나의 득점을 허용하였으며 그는 경기에서 결정을 받지 못하였다. 한번 가르시아가 교대로 돌아오자 켈리는 불펜 역할로 옮겼지만 그는 팀의 임원들에게 무척 인상을 주어 그들은 교대에 그를 지키고, 랜스 린을 불펜으로 옮기는 것을 숙고하였다.
2012년 카디널스를 위한 전체로 켈리는 투구한 107개의 이닝에서 3.53 평균자책점과 75개의 스트라이크아웃과 함께 5 승 7 패의 기록을 수집한 동안 24개의 경기 (16개는 출발 경기)에 나왔다.
첫 메이저 리그 베이스볼 안타
2012년 6월 25일 켈리는 마이애미 말린스를 상대로 자신의 첫 메이저 리그 안타와 타점을 획득하였다. 말린스 파크에서 벌여진 엑스트라 이닝 경기에서 카디널스는 10번째 이닝의 정상에서 7 대 6의 선두를 차지하여 타순에서 투수의 자리가 안타로 인한 것이었을 때 2개의 아웃과 함께 본루들이 적재되었다. 카디널스의 감독 마이크 매시니가 대타로 유용한 야수들이 업승면서 매시니는 타구하는 데 신속한 전 대학 외야수인 신인 투수 조 켈리를 선택하였다. 켈리는 자신의 첫 메이저 리그 안타와 타점인 득점을 매긴 내야 안타를 위하여 땅볼을 치고 카디널스를 8 대 6으로 올려놓았다. 카디널스의 8 대 7의 우승을 위하여 구원 투수 제이슨 모트가 닫기 전에 10번째 이닝의 말기에 말린스가 득점을 매기면서 이 득점은 결정적으로 증명하였다.
2012년 포스트시즌
켈리의 첫 메이저 리그 베이스볼 포스트시즌 시리즈는 워싱턴 내셔널스를 상대로 2012년 내셔널 리그 디비전 시리즈였다. 그는 3개의 경기에 나와 득점 혹은 안타를 내주지 않고 구원의 3과 3분의 2 이닝을 투구하였고, 그는 1명의 타자를 1루에 나가게 하고 3명을 스트라이크아웃 시켰다. 그러고나서 카디널스는 샌프란시스코 자이언츠를 상대로 내셔널 리그 챔피언십 시리즈로 진출하였다. 결정적인 7번째 경기에서 켈리는 아웃이 없이 본루들이 적재되면서 자이언츠가 2 대 0으로 앞서면서 3번째 이닝에서 투구하는 데 나섰고, 그는 2개의 안타와 2개의 볼넷을 내주어 이닝의 겨우 3분의 2 동안 지속되었고 그들이 9 대 0으로 우승하러 가는 경기에서 자이언츠가 7 대 0으로 앞서면서 퇴거하였다. 전체로 켈리는 시리즈에서 4개의 출연을 이루어 구원에서 총 4개의 이닝을 투구하였으며, 6개의 안타를 내주고 3명의 타자들을 1루에 나가게 하고, 2명을 스트라이크아웃 시킨 동안 2개의 얻은 득점과 함께 위탁되었다.

#### 2013년
2013년 스프링 트레이닝 후에 켈리는 신인 선수 셸비 밀러에게 교대 자리를 잃고 시즌의 상반기의 거의를 위하여 불펜으로 강등되어 약간의 이용을 보았다. 하지만 그는 그 효율성을 증가시키는 데 교대로 다시 집어넣어진 후 얼마간 "효과적인 구원 투수"로 알려졌다. 8월에 켈리는 2.08 평균자책점과 함께 5 승 0 패로 갔다. 그는 구원 투수로서 83.3%, 그리고 선발 투수로서 82%의 주자들을 좌초시켰다. 그는 카디널스의 뒤로 3개의 경기 시즌을 끝낸 피츠버그 파이리츠를 상대로 자신의 3개의 출발 경기를 전부 우승하였다. 2013년 카디널스의 정규 시즌 동안 켈리는 37개의 출연 (15개는 출발)을 가져 투구한 124개의 이닝에서 79개의 스트라이크아웃과 함께 10 승 5 패의 기록과 2.69 평균자책점을 등록하였다.
9월 22일 밀워키 브루어스를 상대로 켈리는 브루어스의 카를로스 고메스가 3루와 본루 사이의 요약에 잡혔을 때 전 중견수로서 자신이 이용한 어떤 속력을 선보였다. 당시 37개의 도루와 함께 자신이 신속한 중견수였던 고메스는 켈리가 던지고 자신을 뒤쫓을 때 3루로 돌아가는 시도를 하고 있었다. 켈리는 고메스와 따라 잡아 베이스로부터 겨우 한걸음 떨어진 그를 태그하였다.
2013년 포스트시즌
10월 6일 켈리는 파이리츠를 상대로 2013년 내셔널 리그 디비전 시리즈에서 자신의 첫 포스트시즌 출발을 이루어 3번째 경기에서 결정을 받지 못하였다. 그는 5번째 경기에서 로스앤젤레스 다저스에 의한 패배에 이어진 내셔널 리그 챔피언십 시리즈의 첫 경기에서 같은 결과를 가졌다.
6번째 경기에서 켈리와 다저스의 외야수 스콧 밴슬라이크는 긴 응시에서 관여된 첫 투구가 있기 전에 약동을 일으켰다. 둘다 경기으 시지가을 기다리는 데 자신들의 동료 선수들의 나머지가 필드를 떠난지 한참 후 "별이 박힌 깃발"의 마감 후에 필드에 남아있었다. 그들은 필드의 지상 근무 선수의 준비와 선발 투수 마이클 와카의 워밍업 투구들을 통하여 자신들의 가슴에 모자들과 함께 지위를 유지하였다. 양선수에게 손짓을 한 짜증이 난 본루의 심판 그레그 깁슨 앞에서 대략 총 15분이 지나갔다. 켈리가 먼저 웃고, 밴슬라이크가 처음에 자신의 지위로부터 이동하면서 둘다 "승리"를 단언하였다. 다저스는 자신들의 더그아웃에서 축하를 벌였다.
이벤트는 동료 선수들로부터 눈에 띄는 웃음, 경기를 부른 아나운서들로부터 호기심과 트위터에 환희를 끌어들였다. 벤슬라이크는 자신이 "전혀 그것을 한적이 없다. 난 국가가 끝난 후 거기 밖에 있었고, 켈리도 거이에 있었던 것을 알아챘으며 난 내가 그보다 더욱 오래 있을 것을 생각해냈다. 그러고나서 난 그의 눈을 사로 잡았고, 내가 있던 것보다 자신이 더 오래 있을 수 있었다는 것을 그가 말하고 있던 것처럼 그는 이 큰 미소를 지고 있었으며 당신이 그것을 알기 전에 그것은 우리 둘 뿐이었다."고 말하였다. 켈리는 "모든 국가가 울린 후에 난 보통 거기에 서 있으며 다른 팀이 떠나는 것을 기다린다. 그것은 내가 하고 싶은 것이며 난 그것에서 약간 갈기를 얻는 것 같다. 그러나 난 밴슬라이크가 그것에 잡힌 것 같고 그는 그냥 거기에 서기 시작하였다."고 추가하였다. 와카의 강한 상연의 뒤로 카디널스는 경기를 이겨 시리즈를 우승하였다.
켈리는 보스턴 레드삭스를 상대로 3번째 경기에서 자신의 첫 월드 시리즈 출발을 이루었다. 그는 카디널스의 5 대 4의 우승에서 결정을 받지 못하여 2개의 안타와 2개의 득점을 허용하고, 6명의 타자들을 스트라이크아웃 시키고 3명을 1루에 나가게 한 동안 5와 3분의 1 이닝을 투구하였다. 카디널스는 6개의 경기에서 시리즈를 패하였다.

#### 2014년
켈리는 5와 3분의 1 이닝에서 10명의 주자들을 허용한 것에 불구하고, 카디널스가 파이리츠를 6 대 1로 꺾은 후 4월 5일 자신의 2014년 데뷔를 얻었다. 그는 자신의 시즌의 첫 안타를 위하여 상대 선발 선수 프란시스코 리리아노에 2루타를 진루시켰다. 그는 장애자 명단에 상반기의 대부분을 보냈으나 트리플 A 멤피스에서 재활하여 7월 11일 브루어스를 향하는 데 활동적이었다.
자신의 복귀에 그는 6개의 매긴 득점을 내주었으나 카디널스에게 컴백 우승을 주는 데 맷 홀리데이, 조니 페랄타, 콜텐 웡과 맷 애덤스가 전부 홈런을 쳤을 때 결정을 받지 못하였다. 7월 19일 다저스를 상대로 자신의 다음 출발 경기는 자신의 장기적 경력 아웃을 동점 매긴 지배적인 7개의 이닝 상연이었다. 2014년 시즌 동안 켈리는 카디널스를 위하여 7개의 경기 (전부 출발 경기)에 나와 7월의 말기에 레드삭스로 자신의 이적에 대비하여 35개의 이닝을 투구하고 4.37 평균자책점과 함께 2 승 2 패의 기록을 수집하였다.
전체로 카디널스와 3개 시즌의 일부들에 켈리는 68개의 경기 (38개는 출발 경기)에서 투구한 266개의 이닝에 3.25 평균자책점과 179개의 스트라이크아웃과 함께 17 승 14 패 기록을 수집하였다.

### 보스턴 레드삭스 (2014년 ~ 2018년)
2014년 7월 31일 켈리는 선발 투수 존 래키와 마이너 리그 투수 코리 리트렐을 위하여 외야수/1루수 앨런 크레이그와 함께 보스턴 레드삭스로 이적되었다.

#### 2014년
레드삭스를 위하여 10개의 출발 경기에서 8월과 9월 동안 켈리는 41명을 스트라이크아웃 시키고 61과 3분의 1 이닝에서 32개의 볼넷을 허용한 동안 4.11 평균자책점과 함께 4 승 2 패로 갔다.

#### 2015년
2015년 1월 켈리는 자신이 이어진 시즌에 보스턴의 대중매체에게 아메리칸 리그의 사이 영 상을 수상할 것을 보증하였다. 그는 2015년 시즌을 장애자 명단에 시작하였다. 자신의 첫 15개의 출발 경기를 통하여 그는 메이저 리그에서 자신의 최약의 시즌을 통하여 고통을 겪었고 5.74 평균자책점과 함께 2 승 6 패로 갔다. 그는 7월 27일을 통하여 4개의 실책과 함께 전체의 메이저 리그 투수들을 이끌었다. 하지만 8월의 부활에 그는 8월 29일 뉴욕 메츠에 3 대 1의 우승을 포함한 6개 전체의 출발 경기를 우승하여 한달에 6개의 우승을 기록하는 데 페드로 마르티네스 이래 자신을 첫 레드삭스 투수로 만들었다. 그는 8월 자신의 평균자책점을 4.94로 낮추었다. 켈리는 부상으로 9월 15일 후에 폐쇄되었다. 그는 4.82 평균자책점과 함께 시즌을 위하여 25개의 출발 경기에서 10 승 6 패와 시즌을 끝냈다. 그는 2018년 월드 시리즈를 우승하였다.

#### 2016년

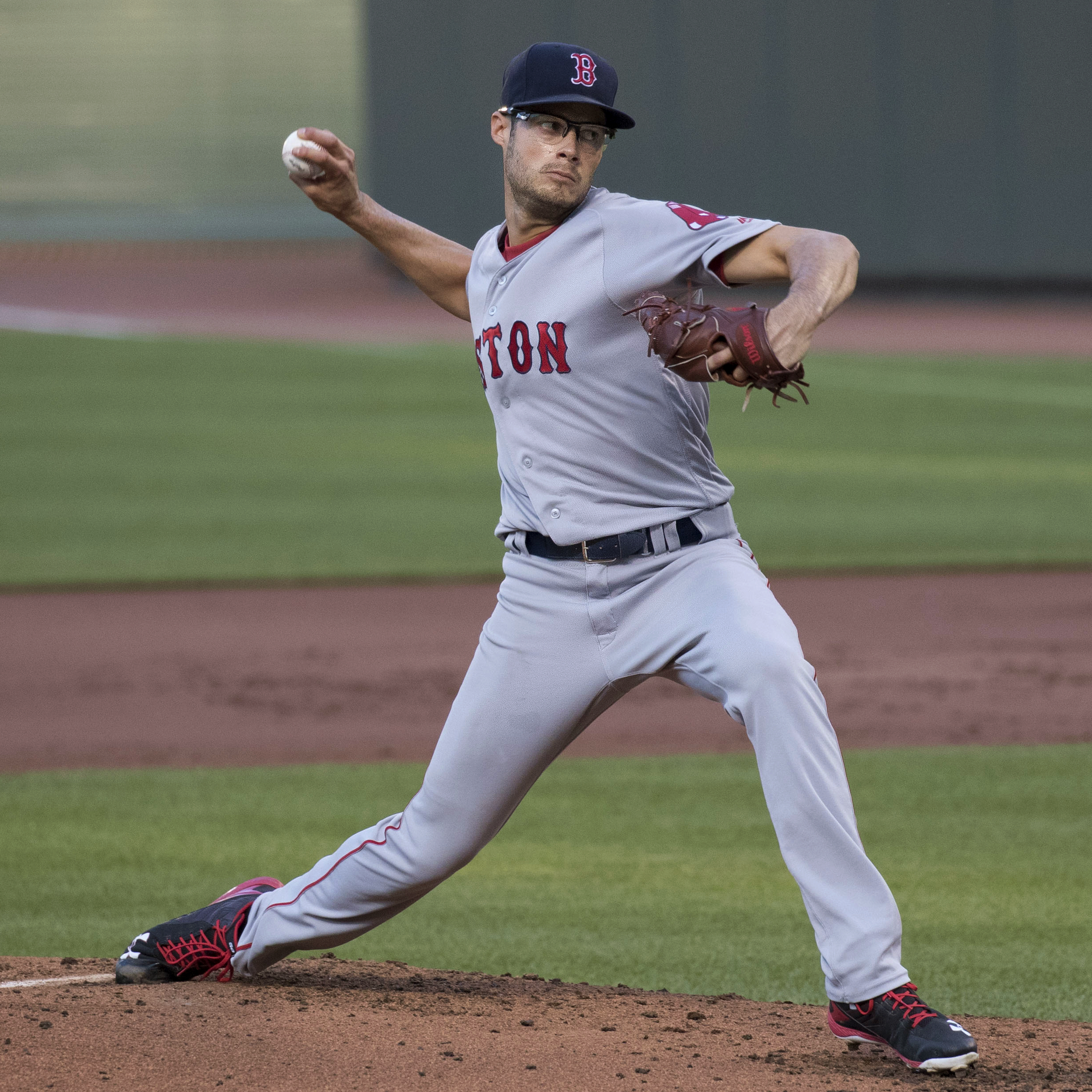
보스턴 레드삭스를 위하여 투구하는 켈리

2016년 시즌 초기에 레드삭스는 켈리를 오른쪽 충돌증후군과 함께 4월 20일 장애자 명단에 놓았다. 후안 우리베가 2루타와 함께 깰 때까지 5월 21일 자신의 복귀에 인디언스를 상대로 6와 3분의 2의 이닝을 통하여 노히트 노런을 가져갔으며 레드삭스는 9 대 1로 우승하였다. 하지만 켈리는 자신의 다음 2개의 출발 경기에 4와 3분의 2, 그리고 2와 3분의 1 만의 이닝을 투구하였다. 2016년 시즌의 말기까지 트리플 A 포터킷 레드삭스와 시간을 보낸 후 보스턴과 함께 켈리의 역할은 구원 투수였다. 그는 5.18의 평균자책점과 4 승 0 패의 기록과 함께 20개의 메이저 리그 베이스볼 출연 (6개의 출발 경기)와 함께 2016년 정규 시즌을 끝냈다.
자신의 새로운 구원 역할에서 켈리는 2016년 아메리칸 리그 디비전 시리즈에서 3개의 출연을 이루었다. 그는 레드삭스가 인디언스에 의하여 휩쓸어지면서 총 3과 3분의 2 이닝을 투구하여 3개의 스트라이크를 포함하여 자신이 향한 11명의 타자들 전부를 아웃시켰다.

#### 2017년
2017년 시즌을 위하여 켈리는 레드삭스 불펜의 일원으로서 자신의 역할을 지속하였다. 정규 시즌 동안 그는 전부 구원에 54개의 출연을 이루 투구한 58개의 이닝에서 4 승 1 패의 기록과 함께 2.79 평균자책점을 수집하였으며 52개의 스트라이크아웃을 가졌고 27개의 볼넷을 냈다. 2017년의 그의 가장 빠른 투구는 한 시간에 10.2 마일로 아롤디스 차프만과 펠리페 바스케스에 의한 투구들 만으로 메이저 리그 베이스볼에서 3번째로 최고였다. 그의 투심 속구와 포심 속구는 한 시간에 98.9 마일에 2017년 여러 메이저 리그 베이스볼의 투구들 중에 두번째와 세번째로 최고의 평균 속력을 가졌다.
2017년 아메리칸 리그 디비전 시리즈에서 켈리는 시리즈의 4개 경기의 2개에서 투구하였고, 레드삭스가 결국적 월드 시리즈 우승 팀 휴스턴 애스트로스에게 패하면서 무득점 안도의 2와 3분의 2 이닝에서 하나의 스트라이크아웃과 함께 무볼넷과 4개의 안타를 허용하였다.

#### 2018년
2018년 시즌 초기에 펜웨이 파크에서 열린 뉴욕 양키스를 상대로 4월 11일 경기에 켈리는 투구와 함께 타일러 오스틴을 쳐 자신이 내야수 브록 홀트를 스파이크로 부상을 입힌 것에 고발되었던 오스틴에 의한 슬라이드를 따랐다. 오스틴은 켈리를 고발하여 벤치 클리어링을 시작하였으며 켈리를 포함한 4명의 선수들이 퇴거되었다. 이 일은 켈리의 첫 경력 퇴거였다. 4월 12일 켈리는 6개의 경기를 위하여 메이저 리그 베이스볼에 의하여 출전 정지를 당하여 미공개 금액의 벌금이 물게 되었으며 그는 이후에 항소하여 항소 절차가 완료될 때까지 자신을 지속적으로 활약하는 데 허용하였다. 4월 26일 켈리의 항소는 거부되었고 그의 출전 금지는 그 시점부터 효력이 발생할 것을 의미하였다. 자신의 출전 금지 동안 켈리는 펜웨이 파크에서 관람석 좌석으로부터 경기를 보았다. 그는 레드삭스를 위하여 경력 사상 73개의 경기에 나와 65와 3분의 1 이닝에서 4.39 평균자책점과 함께 끝냈다. 포스트시즌에서 켈리는 9개의 출연을 이루어 하나의 득점을 허용하고 13명을 스트라이크아웃 시킨 동안 11과 3분의 1 이닝을 투구하였다. 그는 레드삭스가 5개의 경기에서 로스앤젤레스 다저스를 꺾으면서 2018년 월드 시리즈의 4번째 경기의 구원에서 우승 투수였다.

### 로스앤젤레스 다저스
2018년 12월 21일 켈리는 로스앤젤레스 다저스와 함께 3년, 2천 7백만 달러의 계약을 맺었다. 계약은 4번째 해를 위한 1천 2백만 달러의 선택권을 포함하였다. 켈리는 다저스를 위하여 시즌의 초기 일부에서 분투하였고, 6월 1일 8.35 평균자책점을 가져 홈구장의 팬들에 의하여 야유를 받는 원인을 일으켰다. 하지만 자신의 투구법을 조정한 후 그는 시즌의 나머지에 팀의 주요 불펜 공격 수단들 중의 하나가 되어 시즌의 후반기에서 3.15 평균자책점을 내었다.
그는 5 승 4 패의 기록과 하나의 세이브, 그리고 자신이 51.1 이닝에서 62명의 타자들을 스트라이크아웃 시킨 55개의 구원 출연에서 4.56 평균자책점과 함께 2019년을 끝냈다. 내셔널 리그 디비전 시리즈의 5번째 경기에서 켈리는 하위 켄드릭에게 10번째 그랜드슬램을 내주어 패배와 함께 태그되었다.
2020년 7월 29일 켈리는 애스트로스의 알렉스 브레그먼과 카를로스 코레아에 공을 던지고, 코레아의 스트라이크아웃 후에 벤치 클리어링을 선동한 후 8개의 경기 출전 금지를 받았다. 그는 코로나19 범유행으로 짧아진 2020년 시즌에 12개의 경기에 나와 10개의 이닝에서 2개의 얻은 득점을 허용하였다. 그는 탬파베이 레이스를 상대로 2020년 월드 시리즈에서 2개의 경기를 포함한 포스트시즌에 5개의 경기에 나왔다. 다저스가 선수권을 우승하면서 그는 3과 3분의 2 이닝에서 단 하나의 득점을 허용하였다.

## 투구 프로필
켈리는 한 시간에 102.2 마일 (164.5km/h)로 도달할 수 있는 속구를 던질 수 있고, 싱커와 슬라이더와 함께 그것을 보완한다. 역설적으로 전 동료 선수 저시틴 마스터슨 같은 다른 싱커볼러들의 일종의 수직 이동을 보이지 않은 동안 극적인 수평선 이동을 보이며 한 시간에 대략 93 마일 (150km.h)에 경기에서 가장 빠른 것들 중의 하나이다. 그는 드문 커브와 왼손잡이 타자들에게 체인지업을 던진다. 그의 속구를 포함한 그의 투구의 통제는 칭찬을 받는다.

## 수상

### 마이너 리그
- 플로리다 스테이트 리그 올스타 (2011년 미드시즌)
- The Cardinal Nation/Scout.com 최고 전망 선수 27위 (2011년)
- 미드웨스트 리그 "이번주의 투수" (2010년 7월 26일 ~ 8월 2일)
- The Cardinal Nation/Scout.com 최고 카디널스 전망 선수 32위 (2010년)

### 국제 경기
- 2007년 팬아메리칸 게임 미국 야구 국가대표팀 은메달

### 대학
- 빅 웨스트 컨퍼런스 "올해의 투수" (2009년)
- 포스트시즌 올아메리칸 서드 팀 (2009년)
- 빅 웨스트 컨퍼런스 "올해의 투수" (2007년)